# سيليو رودريغيز
سيليو رودريغيز (بالإسبانية: Celio Rodríguez)‏ هو لاعب كرة قدم سلفادوري في مركز الهجوم، ولد في 20 سبتمبر 1969 في Paranaíba ‏ في البرازيل. شارك مع منتخب السلفادور لكرة القدم. أما مع النوادي، فقد لعب مع نادي بويبلا ونادي فاسكو دا غاما ونادي لويس أنخيل فيربو.